# Cholm
Cholm (russisch Холм) ist eine Kleinstadt in der Oblast Nowgorod (Russland) mit 3830 Einwohnern (Stand 14. Oktober 2010).

## Geografie
Die Stadt liegt etwa 200 km südlich der Oblasthauptstadt Weliki Nowgorod bei der Mündung der Kunja in die Lowat, einen Zufluss des Ilmensees.
Cholm ist Verwaltungszentrum des gleichnamigen Rajons.

## Geschichte
Cholm wurde erstmals 1144 in einer Nowgoroder Chronik als Cholmski pogost (Cholmer Kirchhof) erwähnt. Cholm bedeutet im Russischen Hügel, s. a. Stadtwappen.
Im 13. bis 15. Jahrhundert war der Ort wiederholt den Angriffen von Truppen des Großfürstentums Litauen ausgesetzt, im 16. und 17. Jahrhundert denen Polens und Schwedens. Im 16. Jahrhundert wird erstmals Cholm als Ortsname genannt, später auch Cholmski Possad. Am 3. August 1777 wurde das Stadtrecht als Verwaltungszentrum eines Kreises (Ujesds) des Gouvernements Pskow verliehen.
Im 19. Jahrhundert war die Stadt für den Bau von Flussbarken bekannt.
Im Zweiten Weltkrieg wurde Cholm am 3. August 1941 von der deutschen Wehrmacht eingenommen. Zu militärhistorischer Bedeutung gelangte die Stadt, weil die seit Dezember 1941 nach Westen vorstoßende Rote Armee dort von Januar bis Mai 1942 erstmals größere deutsche Truppenteile einkesseln konnte. Die lange und für beide Seiten verlustreiche Schlacht um Cholm endete nach mehr als drei Monaten mit der Befreiung der Eingeschlossenen. Erst am 21. Februar 1944 konnten Truppen der 2. Baltischen Front im Rahmen der Staraja-Russa-Noworschewer Operation die durch die Kämpfe weitgehend zerstörte Stadt zurückerobern.

## Bevölkerungsentwicklung
| Jahr | Einwohner |
| ---- | --------- |
| 1897 | 5.894     |
| 1926 | 5.533     |
| 1939 | 6.071     |
| 1959 | 2.977     |
| 1970 | 3.827     |
| 1979 | 4.435     |
| 1989 | 4.849     |
| 2002 | 4.325     |
| 2010 | 3.830     |

Anmerkung: Volkszählungsdaten

## Kultur und Sehenswürdigkeiten

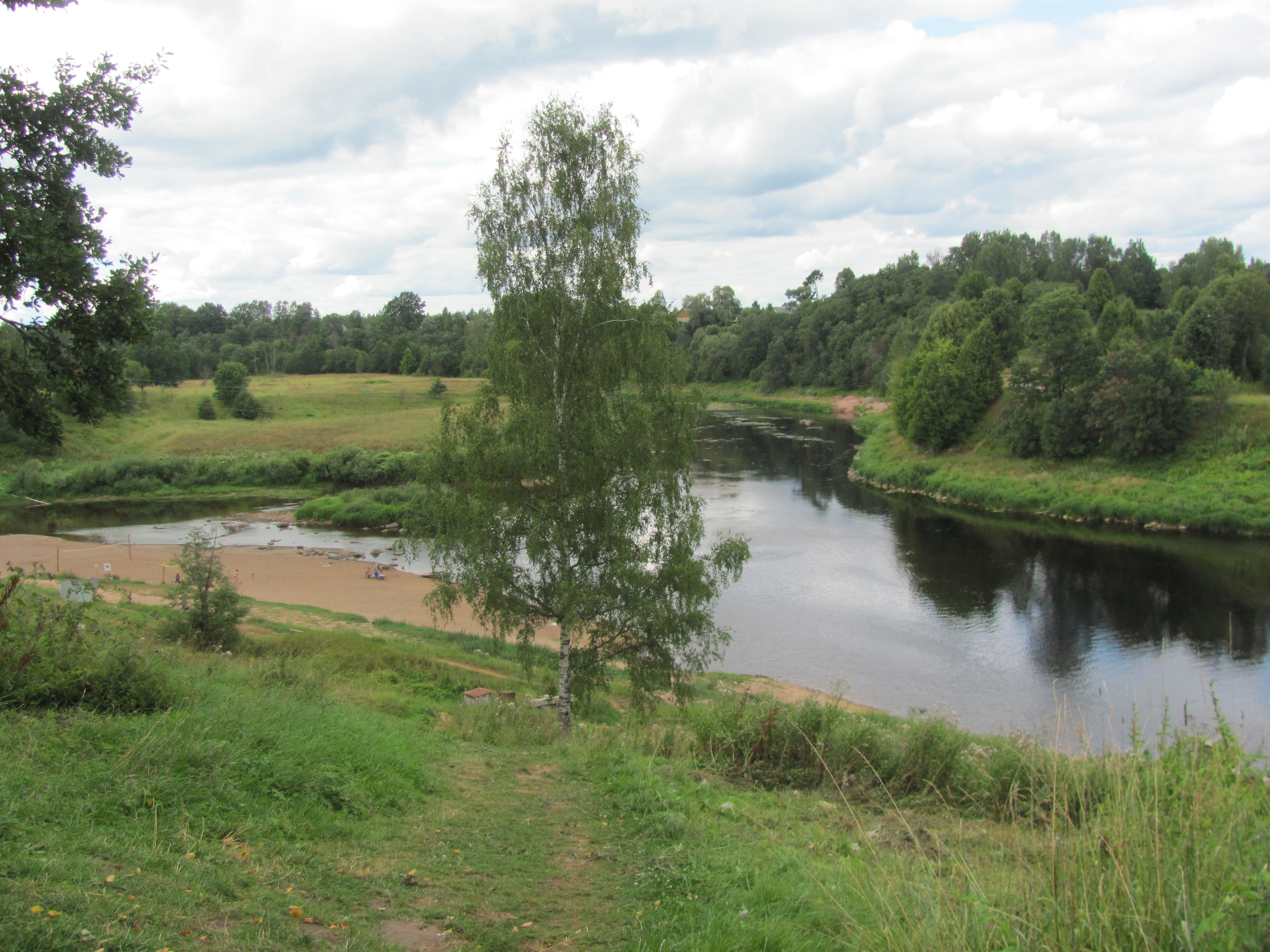
Die Lowat in Cholm

Inmitten dichter Wälder und undurchdringlicher Sümpfe befinden sich etwa 20 Kilometer (Luftlinie) nordwestlich der Stadt auf einer Halbinsel im Rdeiskoje-See die Überreste des in der zweiten Hälfte des 17. Jahrhunderts gegründeten Rdeiski-Klosters (Рдейский монастырь). Bis heute ist seine 1902 fertiggestellte und 1932 geschlossene Mariä-Himmelfahrts-Kathedrale (Успенский собор/Uspenski sobor) als von der Vegetation überwucherte Ruine erhalten.
Die westlich davon gelegenen Rdeiski-Sümpfe sind seit 1994 Teil des 36.922 Hektar großen Naturschutzgebietes Rdeiski-Sapowednik, an welches sich direkt westlich auf dem Territorium der Oblast Pskow der 37.983 Hektar umfassende Polistowski-Sapowednik anschließt. Das Hochmoorsystem zwischen den Flüssen Polist und Lowat ist eines der größten in Europa. Die Verwaltung des Naturschutzgebietes befindet sich in Cholm.
In der Umgebung liegen auch die ehemaligen Landsitze der Fürsten Schachowskoi aus dem 18. Jahrhundert und Bobrow aus dem 19. Jahrhundert.
Cholm selbst besitzt ein Stadtgeschichtsmuseum.

## Wirtschaft
In Cholm gibt es einige Betriebe der Holzwirtschaft und der Lebensmittelindustrie.